# Iosif Lereter
Iosif Lereter (Oțelu Roșu, 23 de julio de 1933-Timisoara, 26 de enero de 2024) fue un futbolista y entrenador de fútbol rumano que jugó en las posiciones de defensa central, centrocampista y delantero.

## Carrera

### Club
| Periodo   | Club                     |
| --------- | ------------------------ |
| 1949-1956 | Energia Oțelu Roșu       |
| 1957-1967 | FC Politehnica Timișoara |
| 1967–1972 | UTA Arad                 |

### Selección nacional
Iosif Lereter jugó para Rumania en una ocasión cuando el entonces entrenador de la selección nacional Ilie Oană lo alineó en la clasificación de UEFA para la Copa Mundial de Fútbol de 1966 en la derrota por 1-3 ante Checoslovaquia.

### Entrenador
| Periodo   | Club                       |
| --------- | -------------------------- |
| 1980-1985 | FC Constructorul Timișoara |
| 1987-1990 | CSP UM Timișoara           |

## Logros

### Club
- Divizia A (2): 1968/69, 1969/70
- Copa de Rumania (1): 1957/58
- Divizia B (2): 1959/60, 1964/65

### Individual
- Ciudadano de Honor de Timisoara en 2008.[2][9][10][11]